# Antidesma parvifolium
Antidesma parvifolium är en emblikaväxtart som beskrevs av Ferdinand von Mueller. Antidesma parvifolium ingår i släktet Antidesma och familjen emblikaväxter. Inga underarter finns listade i Catalogue of Life.